# Ea Lê
Ea Lê là một xã thuộc huyện Ea Súp, tỉnh Đắk Lắk, Việt Nam.
Xã Ea Lê có diện tích 135,41 km², dân số năm 1999 là 6346 người, mật độ dân số đạt 47 người/km².